# Умада
Умада (ісп. Humada) — муніципалітет в Іспанії, у складі автономної спільноти Кастилія-і-Леон, у провінції Бургос. Населення — 144 особи (2010).
Муніципалітет розташований на відстані близько 250 км на північ від Мадрида, 47 км на північний захід від Бургоса.
На території муніципалітету розташовані такі населені пункти: (дані про населення за 2010 рік)
- Конгосто: 4 особи
- Фуенкальєнте-де-Пуерта/Фуенкалентеха: 16 осіб
- Фуентеодра: 17 осіб
- Умада: 26 осіб
- Ордехон-де-Абахо/Санта-Марія: 11 осіб
- Ордехон-де-Арріба/Сан-Хуан: 14 осіб
- Ребольєдо-де-Траспенья: 20 осіб
- Сан-Мартін-де-Умада: 23 особи
- Вільямартін-де-Вільядієго: 13 осіб

## Демографія
Динаміка населення (INE ):